# Juan de Dios Crespo
Juan de Dios Crespo Pérez (Madrid, 1 de abril de 1960) es un abogado español, especializado en derecho deportivo.

## Biografía
Estudió Derecho en la Universidad de Valencia entre 1978 y 1983. Comenzó su trayectoria en la Federación Valenciana de Fútbol Sala en el año 1981, como vocal de su junta directiva y miembro del comité de competición, lo que le llevaría posteriormente a especializarse en derecho deportivo. Tiempo después se convirtió juez único de competición de la Comunidad Valenciana. En paralelo, dedicó también gran parte de su labor profesional como abogado en el campo del Derecho Internacional Comercial.
Desde entonces, su especialización se ha ido acrecentando y gracias a su bagaje internacional y al conocimiento de idiomas, su trabajo se fue desarrollando principalmente en la litigación internacional con procedimientos en UEFA, FIFA, BAT y TAS-CAS,  así como en el asesoramiento en contratación de deportistas y en transferencias entre clubes. Ha intervenido en más de 200 casos en el TAS-CAS. Asimismo, es árbitro de la Cámara de Comercio de Valencia, de la ECA (European Court of Arbitration) de la Federación Europea de Balonmano (EHF), de la ALADDE (Asociación Latinoamericana de Derecho Deportivo), de Sports Resolution (Reino Unido), de la Asociación Española de Arbitraje (Madrid) y de Corte Brasileña de Arbitraje y Mediación (sección deporte).
Tiene múltiples diplomas de Derecho Internacional, Derecho Comunitario y Derecho del Deporte, un máster Honoris Causa en International Sports Law del Instituto Superior de Derecho y Economía (ISDE) y un Master of Arts (MA) por la Universidad Rey Juan Carlos de Madrid con un trabajo final de master titulado "El cine y los agentes deportivos: Especialmente en Jerry Maguire".

## Docencia
Ejerce como profesor en diferentes másteres:
- International Master in Sports Law en la Universidad Europea Real Madrid,
- Master FIFA del CIES, impartido en Neuchâtel,
- Master en International Sports Management de Formación Valencia CF,
- Master MESGO (Executive European Sport Governance)- patrocinado por las federaciones europeas de fútbol (UEFA), baloncesto (FIBA Europa), balonmano (EHF), voleibol (CEV) y rugby (FIRA-AER),
- Master Universidad Politécnica de Valencia sobre Gestión Deportiva;
- Master en Gestión y Marketing deportivo de la UCAM,
- Master International in Sports Law del ISDE en Madrid y el de Management and Legal Skills FC Barcelona-ISDE en Barcelona
- Título Experto Universitario en Derecho Deportivo en la Universidad Católica de Valencia,
- Master en International and Comparative Sports Law de la Saint-John University en colaboración con ISDE e impartido en Nueva York
- Master en Gestión y Derecho del Deporte de ISDE
- Master Global Executive in Sports Law del ISDE
- Máster Internacional de Derecho Deportivo de la Universidad de Lérida,
- Master en Gestión y Derecho del Deporte en Milan-Bicocca; el  Máster en Derecho del Deporte de la Universidad de Aix-Marsella, así como la Universidad de Borgoña y la de Lille, todas ellas en Francia.
- Master en Derecho Deportivo de la Università di Bari

Y es co-creador y co-propietario, con Alberto Ruiz de Aguiar y Rodrigo Arias, del Master en Derecho Deportivo denominado O REI. en inglés y en Madrid.
Ha sido conferenciante en multitud de seminarios, cursos y otros eventos del Derecho del Deporte en cuatro continentes.
Además de ello, escribe regularmente artículos sobre derecho deportivo en diversas publicaciones en inglés, español, francés e italiano, distribuidas en nueve países. 
También ha publicado una veintena de libros, bien como autor o como coautor o siendo colaborador, todos ellos sobre derecho del deporte tanto nacional como internacional, siendo su obra más conocida los Comentarios sobre el Reglamento FIFA. Con análisis de la jurisprudencia de FIFA y del TAS publicados en el año 2010, con Ricardo Frega Navia como coautor, del que se ha publicado una segunda edición aumentada en 2015 titulada "Nuevos comentarios al Reglamento FIFA".

## Experiencia
En los procedimientos ante el TAS-CAS es donde ha adquirido su reputación de litigador, siendo el abogado en asuntos de notable repercusión en el mundo del fútbol como los casos «Ortega», «Mexès», «Webster», «Bueno-Rodríguez», «Matuzalem», «Pizarro», «De Sanctis», «Al-Masry» y otros denominados leading cases del deporte mundial, así como su actuación en mayo de 2017 en el caso disciplinario del jugador Lionel Messi ante la comisión de apelación de la FIFA y obteniendo como resultado la anulación total de la sanción para el futbolista argentino.
Es asimismo conocido por haber actuado en calidad de abogado o consejero legal de clubes de fútbol como el Villarreal C. F., Real Valladolid, Rayo Vallecano de Madrid, Real Madrid, Atlético de Madrid, Real Sociedad, Valencia C. F., RCD Español, Real Mallorca, Sevilla FC, Almería CF, Levante UD, Club Deportivo Numancia de Soria, Getafe CF, Cádiz CF, Córdoba Club de Fútbol, Málaga CF  o Recreativo de Huelva en España y en el terreno internacional con AS Roma, River Plate, Independiente, Huracán (Argentina), Shakhtar Donetsk, Chernomorets Odessa, FK Metalurg Donetsk, Zarya Lugansk (Ucrania), Club Libertad de Asunción, Tacuary FC (Paraguay) , Al Ain (Emiratos Árabes) Guoan Beijing, Dalian Aerbin, Henan, Shanghái Shenhua (China), Jaguares de Chiapas, Atlas de Guadalajara, Morelia (México), Universitario de Deportes (Perú), Progreso y Nacional (Uruguay), Paris Saint-Germain y Lorient (Francia), Zamalek y Al Masry (Egipto), Al-Ahli, Al Ittihad, Ettifaq (Arabia Saudita), Gandazar Kapan y Pyunik Yerevan (Armenia), Trabzonspor (Turquía), o la CBF (Confederación Brasileña de Fútbol). 
De igual modo, ha sido abogado de jugadores para la transferencia y/o elaboración de sus contratos, como es el caso de Zinedine Zidane, Gaizka Mendieta, Juan Pablo Sorín, Sergio Agüero, Leonardo Ponzio, Maxi Rodríguez, Fernando Morientes, Maxi López, Momo Sissoko o Miguel Reina, entre muchos otros. Fue además asesor jurídico externo de la Liga Nacional de Fútbol Profesional entre 2000 y 2010, y componente del elenco de los únicos cuatro juristas europeos elegidos por la UEFA y la Unión Europea (Independent Review Group) para asesoramiento de la misma sobre el deporte y su futuro. Asimismo, actuó en calidad de relator ante el Parlamento Europeo en 2009 sobre los distintos aspectos legales del fútbol mundial, sobre todo en cuanto a las transferencias internacionales y los fichajes de menores, tema que le llevó de nuevo a la primera línea del fútbol mundial tras la reciente contratación del F. C. Barcelona como consecuencia de la sanción que en abril de 2014 le impuso la FIFA. De igual modo presta asesoramiento legal a distintos agentes de fútbol y baloncesto en todo el mundo.
Su participación legal también se ha extendido a otros deportes como el bádminton, la pilota valenciana, el taekwondo, el tenis, el balonmano, la natación, el rubgy, los bolos, el baloncesto o el ciclismo, donde fue abogado de la AIGCP (Association of International Professional Cyclist Groups) durante la Operación Puerto.
Fue consejero y director de la sección de Derecho Deportivo de la Revista General de Derecho España. Es Consejero para España y articulista de los Cuadernos de Derecho Deportivo (Argentina), y también Director de la Sección del TAS-CAS de la Revista Aranzadi de Derecho del Deporte y Entretenimiento, además de Consejero de la European Sports Law and Policy Bulletin.
Es miembro de la Asociación Española de Derecho Deportivo (AEDD), de la Asociación Latinoamericana de Derecho del Deporte (ALADDE), de la Asociación Británica de Derecho del Deporte (BASL), de la Asociación Internacional de Abogados del Fútbol (AIAF) ( y su presidente desde septiembre de 2024) y de la Unión Internacional de Abogados, así como de la Asociación Rex Sports. Ha sido nombrado en múltiples ocasiones mejor abogado de derecho deportivo de España por distintas entidades valoradoras y, asimismo, la guía Chambers le designó entre los 13 mejores abogados españoles –de todas las disciplinas– desde el año 2013 hasta 2017.